# Демартини, Николас
Никола́с Агусти́н Демарти́ни (исп. Nicolás Agustín Demartini; род. 4 ноября 1999[…], Рафаэль-Кальсада, Буэнос-Айрес) — аргентинский футболист, защитник клуба «Темперлей».

## Клубная карьера
Демартини — воспитанник клуба «Темперлей». 26 февраля 2018 года в матче против «Ньюэллс Олд Бойз» он дебютировал в аргентинской Примере. По итогам сезона клуб вылетел из элиты, но Демартини остался в команде. В поединке против «Арсенала» из Саранди Николас забил свой первый гол за «Темперлей».

## Международная карьера
В 2019 году Демартини в составе олимпийской сборной Аргентины стал победителем Панамериканских игр в Перу. На турнире он сыграл в матче против команды Гондураса.

## Достижения
Международные
Аргентина (до 23)
- Победитель Панамериканских игр — 2019